# 27615 Daniellu
27615 Daniellu este un asteroid din centura principală de asteroizi.

## Descriere
27615 Daniellu este un asteroid din centura principală de asteroizi. A fost descoperit pe 22 mai 2001 la Socorro, New Mexico, în cadrul proiectului LINEAR. Asteroidul prezintă o orbită caracterizată de o semiaxă mare de 2,36 ua, o excentricitate de 0,14 și o înclinație de 8,8° în raport cu ecliptica.